# Goltzschabach
Der Goltzschabach ist ein etwa 2 km langes Fließgewässer in den Gemeinden Priestewitz und Nünchritz im sächsischen Landkreis Meißen.
Der rechte Zufluss der Elbe hat seine Quelle östlich von Medessen, einem Ortsteil von Priestewitz. Von dort fließt er in westlicher Richtung am südlichen Ortsrand von Medessen und durch Goltzscha, einen Ortsteil von Nünchritz. Er mündet am südwestlichen Ortsrand von Merschwitz in die Elbe.